# 王文涛
王文涛（1964年5月—），男，汉族，江苏南通人，中华人民共和国政治人物。复旦大学哲学系哲学专业毕业，大学学历，哲学学士，澳门科技大学工商管理硕士。中国共产党第十八、十九届中央委员会候补委员，第二十届中央委员会委员。现任商务部党组书记、部长。

## 生平
1985年7月，21岁的王文涛毕业于复旦大学哲学系哲学专业，随后参加工作，任上海航天职工大学（航天八院下属的成人高校）教师，团委书记。1991年9月任学生科副科长，1992年6月任学历教育科科长，1994年9月任复印机销售部副总经理。1994年12月加入中国共产党。1997年5月任校长助理、复印机销售部总经理，1998年3月任副校长，1998年10月挂职任中共上海市松江区五厍镇党委副书记、镇长。2000年3月，任中共五厍镇党委书记、镇长。2001年1月，任中共松江区泖港镇党委书记。
2001年11月，任松江区发展计划委员会主任、党组书记，松江区副区长兼松江工业园区管委会主任、出口加工区管委会主任、科技园区管委会主任。2004年3月，调任中共昆明市委副书记、常务副市长。2004年11月，任中共昆明市委副书记、代市长，2005年2月当选市长。
2007年6月，王文涛回到上海，任中共黄浦区委副书记、代区长、区长。2008年2月，任中共黄浦区委书记。
2011年4月23日，王文涛任中共江西省委常委、南昌市委书记，晋升副部级。2015年3月25日，任中共山东省委常委、济南市委书记。2017年4月2日，任中共山东省委副书记。2017年10月，中国共产党第十九次全国代表大会上当选中国共产党第十九届中央委员会候补委员。
2018年2月24日，当选为第十三届全国人大代表。2018年3月，54岁的王文涛任中共黑龙江省委副书记、黑龙江省人民政府党组书记。3月26日，黑龙江省第十三届人大常委会第二次会议决定，接受陆昊辞去黑龙江省人民政府省长职务的请求，任命王文涛为黑龙江省副省长、代理省长，王文涛成为正部级干部。5月15日，王文涛当选黑龙江省省长。
2020年12月，王文涛进京履新，调任商务部党组书记、部长。